# 林贝克城堡

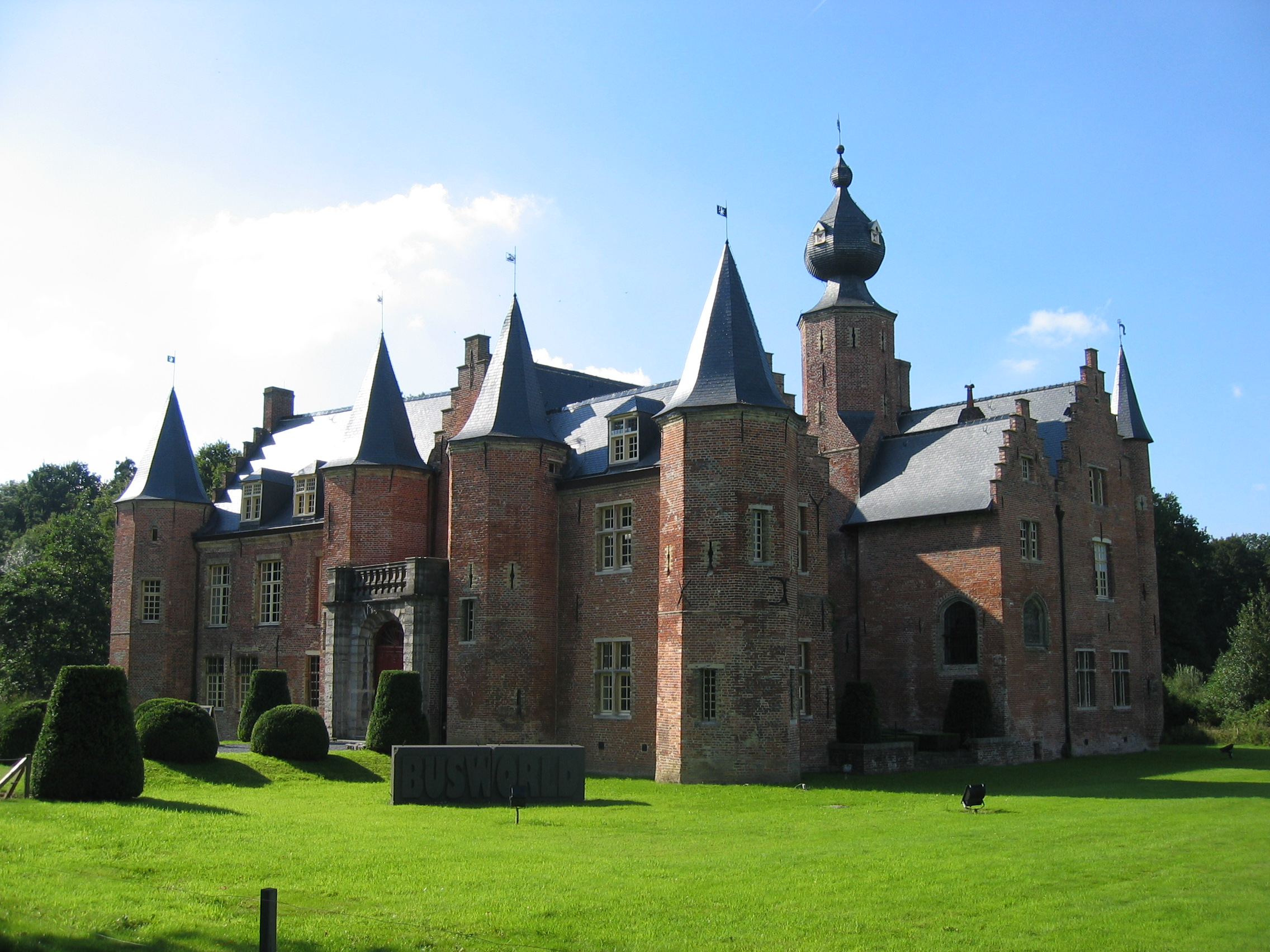
林贝克城堡

林贝克城堡（荷蘭語：Kasteel van Rumbeke）是位于比利时西佛兰德省林贝克的一个历史建筑，是比利时最早的文艺复兴建筑之一。

## 简介

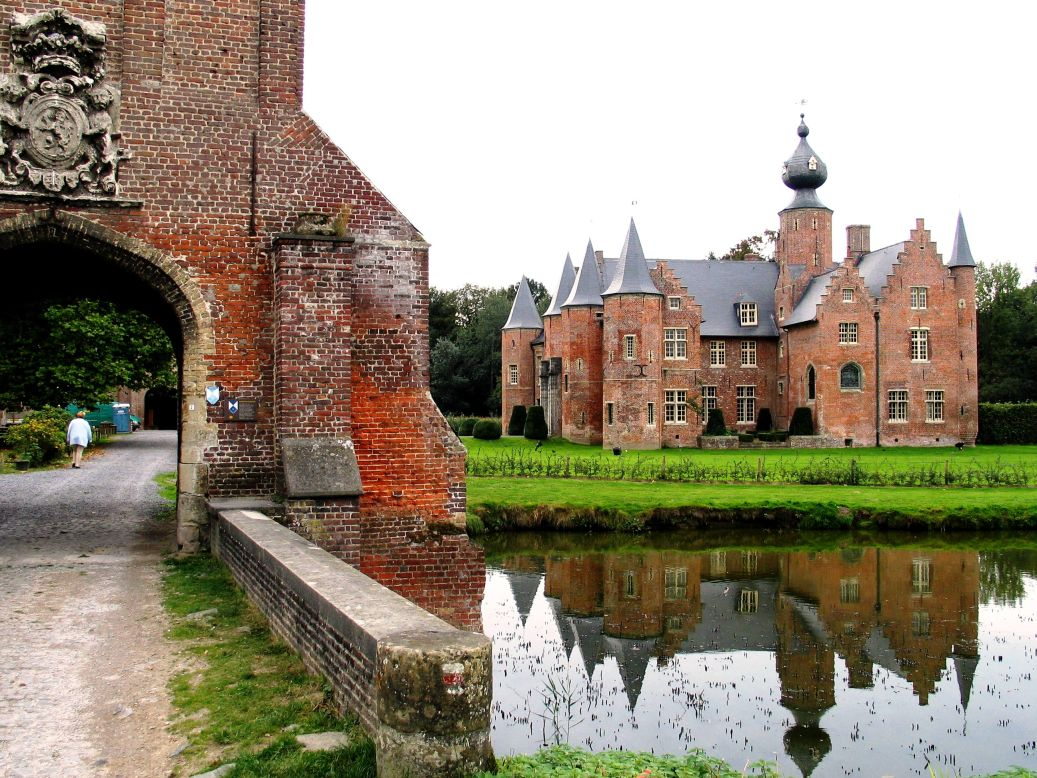
大门

虽然城堡内德大部分建筑修建于文艺复兴时期，但在18世纪受到过修建。有新古典主义特征。
50°55′34″N 3°08′16″E / 50.92611°N 3.13778°E